# Navire de guerre semi-submersible
 (décembre 2018).
Si vous disposez d'ouvrages ou d'articles de référence ou si vous connaissez des sites web de qualité traitant du thème abordé ici, merci de compléter l'article en donnant les références utiles à sa vérifiabilité et en les liant à la section « Notes et références ».

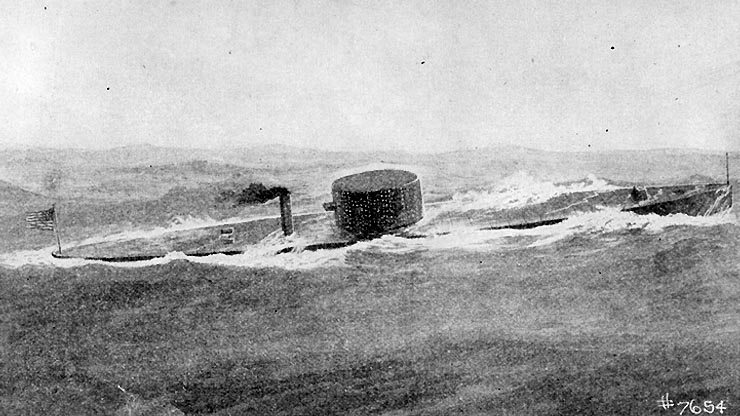
de l'US Navy

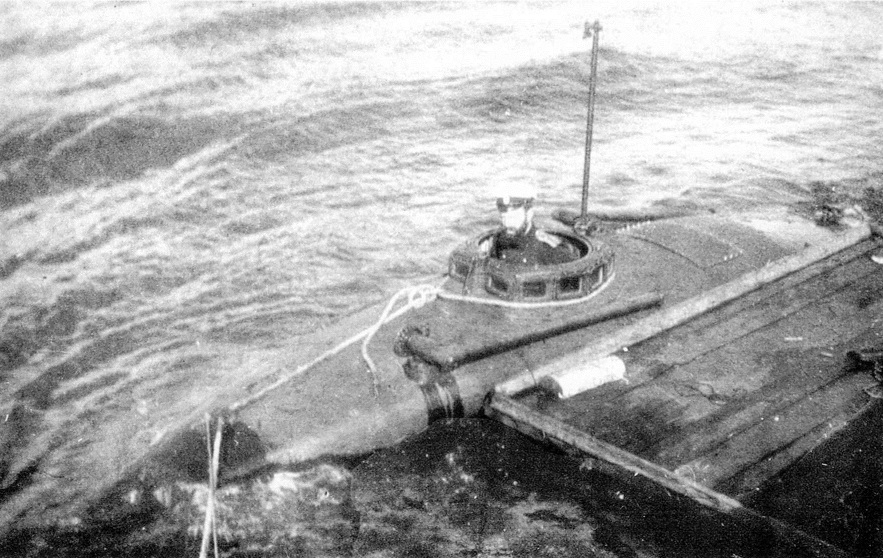
Torpilleur semi-submersible Keta de la marine impériale russe.

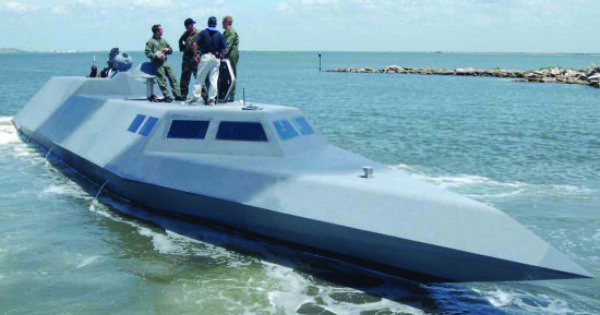
Navire semi-submersible SEALION II des SEAL.

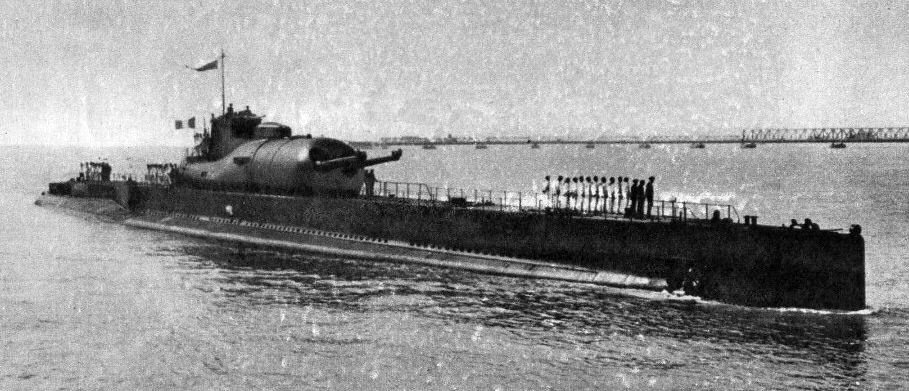
Sous-marin français Surcouf avec de l'artillerie lourde

Un navire de guerre semi-submersible est un navire de guerre combinant les avantages d'un navire de surface et d'un sous-marin.

## Historique
Les premiers navires de guerre semi-submersible furent les cuirassés USS Monitor et CSS Virginia durant la guerre de Sécession.

## Projets
Le SMX-25 est un projet français pour un sous-marin qui navigue à haute vitesse en surface afin d'arriver rapidement sur le théâtre des opérations, puis plonge.

## Opérateurs militaires
- Russie Triton-NN[1]